# Buigny-lès-Gamaches
Buigny-lès-Gamaches est une commune française située dans le département de la Somme en région Hauts-de-France.

## Géographie

### Localisation
Buigny-lès-Gamaches est un village picard du Vimeu proche de la Normandie.
Limitrophe de Gamaches, la commune est située à 5 km au sud-ouest de Feuquières-en-Vimeu, 7 km au sud de Friville-Escarbotin, 11 km à l'est d'Eu-le-Tréport, 21 km au sud-ouest d'Abbeville, 37 km au nord-est de Dieppe et à 54 km au nord-est d'Amiens à vol d'oiseau.
Le territoire de la commune est limitrophe de ceux de cinq communes.
Les communes limitrophes sont  Aigneville, Embreville, Gamaches, Maisnières et Tilloy-Floriville.

### Hydrographie
La commune est située dans le bassin Seine-Normandie. Elle n'est drainée par aucun cours d'eau,.

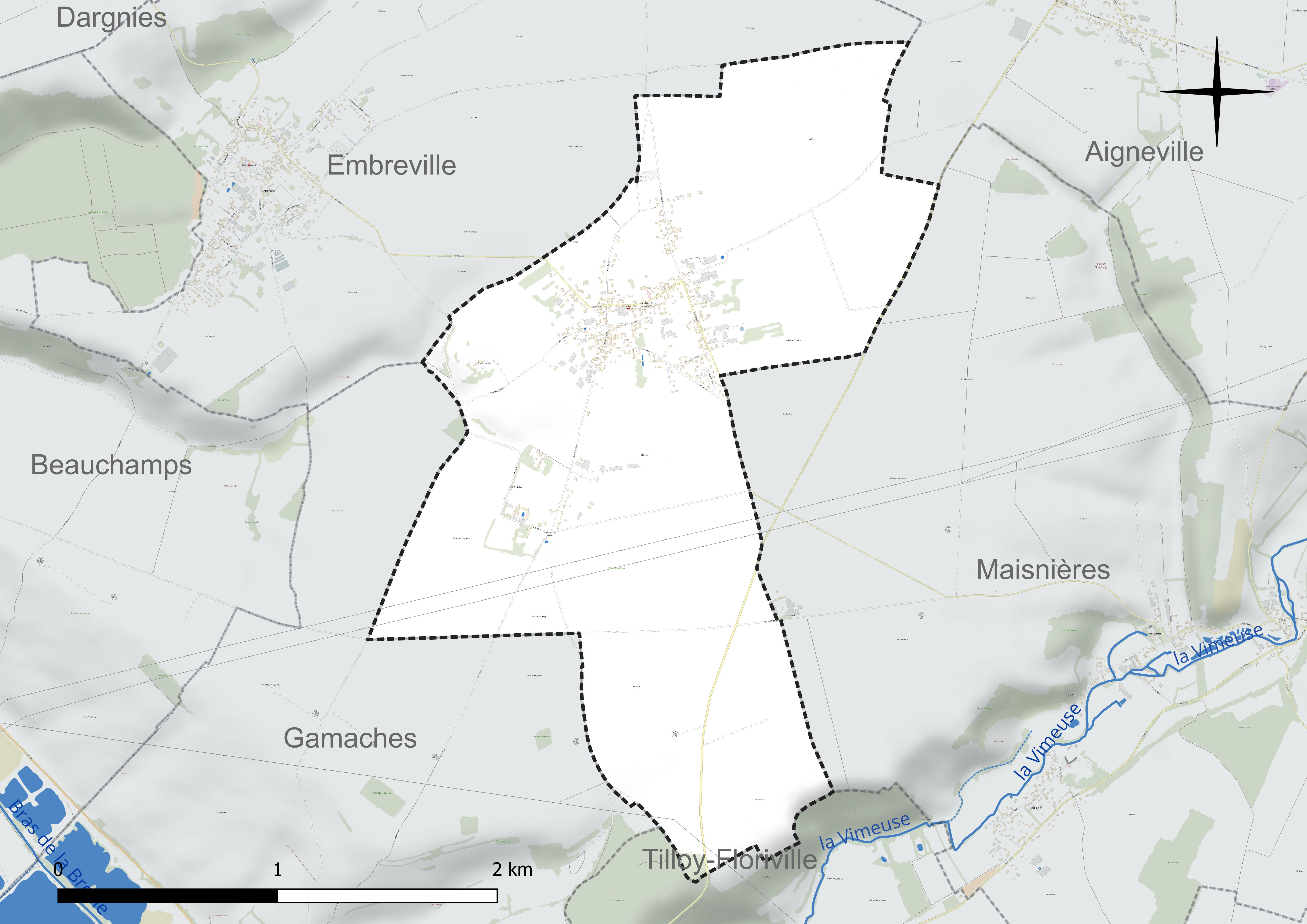
Réseau hydrographique de Buigny-lès-Gamaches.

### Climat
Pour des articles plus généraux, voir Climat des Hauts-de-France et Climat de la Somme.
En 2010, le climat de la commune est de type climat océanique altéré, selon une étude du CNRS s'appuyant sur une série de données couvrant la période 1971-2000. En 2020, Météo-France publie une typologie des climats de la France métropolitaine dans laquelle la commune est exposée à un climat océanique et est dans la région climatique Côtes de la Manche orientale, caractérisée par un faible ensoleillement (1 550 h/an) ; forte humidité de l'air (plus de 20 h/jour avec humidité relative > 80 % en hiver), vents forts fréquents.
Pour la période 1971-2000, la température annuelle moyenne est de 10,3 °C, avec une amplitude thermique annuelle de 13,3 °C. Le cumul annuel moyen de précipitations est de 875 mm, avec 13,1 jours de précipitations en janvier et 8,5 jours en juillet. Pour la période 1991-2020, la température moyenne annuelle observée sur la station météorologique la plus proche, située sur la commune d'Oisemont à 16 km à vol d'oiseau, est de 11,1 °C et le cumul annuel moyen de précipitations est de 801,4 mm,. Pour l'avenir, les paramètres climatiques de la commune estimés pour 2050 selon différents scénarios d'émission de gaz à effet de serre sont consultables sur un site dédié publié par Météo-France en novembre 2022.

## Urbanisme

### Typologie
Au 1er janvier 2024, Buigny-lès-Gamaches est catégorisée commune rurale à habitat dispersé, selon la nouvelle grille communale de densité à sept niveaux définie par l'Insee en 2022.
Elle est située hors unité urbaine. Par ailleurs la commune fait partie de l'aire d'attraction de Friville-Escarbotin, dont elle est une commune de la couronne,. Cette aire, qui regroupe 33 communes, est catégorisée dans les aires de moins de 50 000 habitants,.

### Occupation des sols
L'occupation des sols de la commune, telle qu'elle ressort de la base de données européenne d'occupation biophysique des sols Corine Land Cover (CLC), est marquée par l'importance des territoires agricoles (90,4 % en 2018), une proportion identique à celle de 1990 (90,4 %). La répartition détaillée en 2018 est la suivante : 
terres arables (70,3 %), zones agricoles hétérogènes (14,3 %), zones urbanisées (9,2 %), prairies (5,8 %), forêts (0,4 %). L'évolution de l'occupation des sols de la commune et de ses infrastructures peut être observée sur les différentes représentations cartographiques du territoire : la carte de Cassini (XVIIIe siècle), la carte d'état-major (1820-1866) et les cartes ou photos aériennes de l'IGN pour la période actuelle (1950 à aujourd'hui).

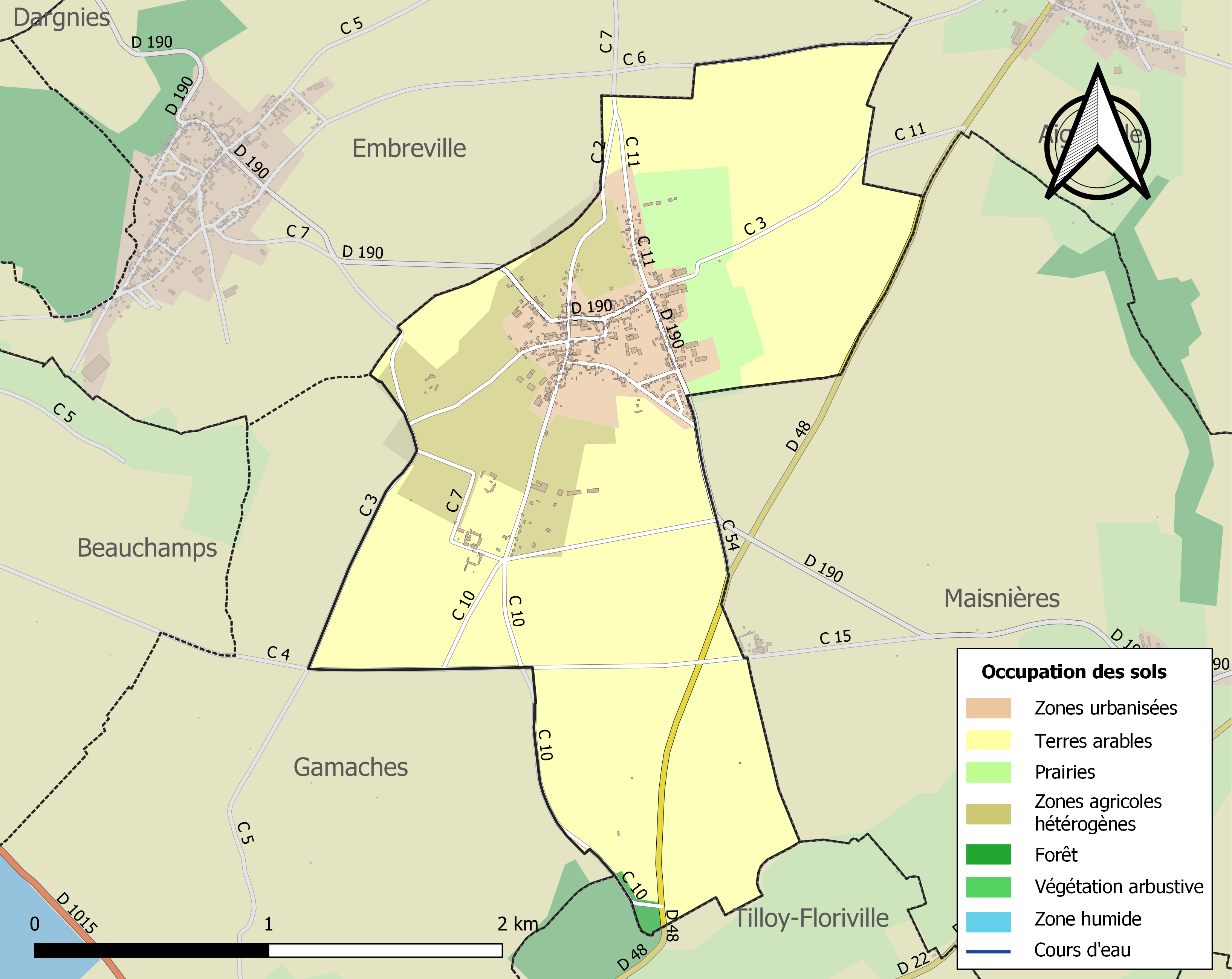
Carte des infrastructures et de l'occupation des sols de la commune en 2018 (CLC).

## Toponymie
Le nom de la localité est attesté sous les formes Buigny en 1648 ; Bugni-lez-Gamaches en 1733 ; Bugny-les-Gamaches en 1757 ; Buigny-les-Gamaches en 1763 ; Buigni-en-Vimeu en 1766 ; Buigni-Vimeu en 1776.
La préposition « lès » permet de signifier la proximité d'un lieu géographique par rapport à un autre lieu. En règle générale, il s'agit d'une localité qui tient à se situer par rapport à une ville voisine plus grande. Par exemple, la commune de Buigny indique qu'elle se situe près de Gamaches, dans le Vimeu.
Les lieux-dits du Petit Selve (attesté sous les formes Theoldi Silva en 1191 ; Petit-Sœuvre en 1753 ; Petit-Seve en 1757 ; Petit-Sevre en 1778 ; Petit-Selve en 1836) et du Grand Selve (attesté sous les formes Gerlandi Silve et Gerland Selve en 1185 ; Grant Soivre en 1337 ; Grand Sève en 1733 ; Grand Seves en 1757 ; Gransæuvre en 17.. ; Grand Sœuvres en 1753 ; Grand Sevre en 1761 ; Grand Selve en 1781), siège d'une ancienne commanderie des Templiers.

## Histoire

### Les Templiers et les Hospitaliers
La Ferme du Petit Selve et du Grand Selve, siège d'une ancienne commanderie des Templiers. Il subsiste des vestiges de cet édifice. La chapelle du Grand-Selve passe aux Hospitaliers de l'ordre de Saint-Jean de Jérusalem après le procès des Templiers en 1307.

### Pendant la période révolutionnaire
Attachés au roi avant 1789, les Bistiers ont cependant accepté la Grande Révolution, se laissant entraîner par la cascade d'évènements de la fin du XVIIIe siècle, sûrement dans leur propre intérêt et dans un contexte immédiat et mouvementé.
Le 20 avril 1792, la France a déclaré la guerre à François II, roi de Bohême et de Hongrie, soutenu par la Prusse. Les armées austro-prussiennes déferlent alors sur la France ; l'invasion est stoppée à Valmy cinq mois plus tard, le 20 septembre 1792. Le lendemain, à la première séance de la Convention, la royauté est abolie et fait place à la Première République. Mais, si la victoire de Valmy a fermé la France à l'invasion, elle ouvre aussi une période marquée par une longue série de revers, qui oblige la jeune République à un lourd effort de guerre.
À l'intérieur, les enjeux politiques ont fait apparaître le régime de la Terreur : sur un fond de guerres extérieures, les luttes intestines minent la nouvelle République. Après la victoire de Fleurus (1794), les succès militaires se succèdent, et le général Bonaparte affirme ses ambitions.

### L'assemblée municipale de 1792
En 1792, la municipalité de Buigny-lès-Gamaches se compose de M. Delattre, maire ; Laurent Rimbaut, procureur ; M. Holleville, officier et Pierre Maubert, greffier, qui avant de se marier en secondes noces à Buigny-lès-Gamaches le 22 février 1791 était clerc laïc dans la paroisse de Béthencourt-sur-Mer.
Le 4 novembre 1792, François Hermine obtient la majorité des suffrages à l'élection d'un officier public. Le 8 décembre suivant, à l'issue des vêpres, l'assemblée des citoyens de la commune réunis dans l'église paroissiale procède au renouvellement de la municipalité. Après le dépouillement, les trois scrutateurs proclament les résultats suivants :
Maire : Pierre Têtu
Officiers municipaux : Angély Prévost fils et Adrien Cahon
Procureur : J.B. Stoup
Greffier : François Stoup
Notables : Pierre Devillepoix, Alexandre Delabre, Louis Stoup, François Hermine, Pierre Lotin et François Gest.
Le 27 mai 1792, les citoyens  actifs assemblés au son de la cloche nomment deux commissaires chargés de veiller à l'exécution des ordonnances du corps municipal : Joseph Chivot, maréchal et Pierre Têtu, tisserand.
Quant à l'officier public, il a la charge de rédiger les actes d'état-civil ; depuis 1792, c'est Pierre Holleville qui assume cette fonction, tant bien que mal…enfin plutôt mal que bien si l'on en croit la déclaration de l'agent national à l'assemblée municipale, le 5 frimaire an III : « […] il est justant de remédier aux actes de naissances qui étions mal dirigés de l'an 1793 vieux stile ». Le même jour, le conseil désigne alors  Antoine Sueur en lieu et place de M. Holleville, mais le lendemain le nouvel officier public donne sa démission ne se « santans pas capable d'en remplir laditte actte dans leur correction comme nettans pas illuminé assez des loys dont il s'agit pour le remplire et ne connaissant rien pour la table alfabeth […] ». 

### La paroisse de Buigny-lès-Gamaches
La paroisse de Buigny-lès-Gamaches dépend d'Hélicourt, et depuis 1790 l'abbé Poiré, vicaire, dessert la petite paroisse bistière. Natif d'Embreville, il est alors âgé de 28 ans. Mais quand la Révolution éclate, il préfère quitter la France, et le 8 septembre 1792, les officiers municipaux lui délivrent un laissez-passer afin qu'il rejoigne l'Angleterre « par Le Tresport ou Cayeux […] pour se conformer au décret de l'Assemblée nationale du 26 août dernier relativement à la déportation des prêtres non assermentés dont il est du nombre et laissez-passer et prêter lui aide et assistance en cas de besoin ».
Le même jour, les officiers municipaux procèdent à l'inventaire « des ornements, vases sacrés, linges, chasubles et autres effets de la chapelle pour la célébration du service divin », comme l'exige le décret du 4 septembre 1792. Les ornements, aubes, linges de purification, nappes, calices, pattennes et un ciboire en argent avaient été prêtés par M. de Rohaut, tandis que les autres effets de la chapelle (chandeliers en cuivre, encensoir, croix, bancs, deux paniers pour distribuer le pain bénit, crucifix et un plat en cuivre) avaient été prêtés par la communauté villageoise au chapelain pour célébrer l'office divin. Enfin, les administrateurs du district d'Abbeville avaient fait don de cinq ornements, trois aubes, sept bandes d'étole, une nappe de communion, une bourse verte et « une petite boète aux saintes huiles ».
La paroisse ne possédant donc plus de vicaire, la municipalité décide, le 7 octobre 1792, d'accorder au desservant de Gamaches la somme de 3 livres, payable par quartier, pour dire la messe et remplir les besoins spirituels des paroissiens tous les dimanches et fêtes.

### La première école primaire de Buigny
Buigny-lès-Gamaches compte à cette époque 417 habitants. La Convention ayant songé à l'instruction du peuple et ordonné la création d'une école primaire dans toutes les communes de plus de 400 habitants, la municipalité désigna, lors de la séance du 30 thermidor an II, le greffier de la commune François Stoup, comme « instituteur public » pour ouvrir l'école le 21 brumaire an II : François Stoup, premier instituteur officiel de la commune ? Un doute subsiste… Si c'est le cas, il ne le fut pas plus de six années : dans une lettre du maire de Buigny-lès-Gamaches répondant à la directive du sous-préfet d'Abbeville « […] aux instituteurs publics de respecter les institutions républicaines », M. Delattre répond, le 15 floréal an VIII : « […] il n'existe point d'instituteur dans la commune »… !?

### Les bistiers et les armées républicaines
Face aux énormes besoins des armées de la République, les communes sont obligées de répondre à de fréquents ordres de réquisitions : Blés, paille, voitures attelées de chevaux et fourrage. Mais, souvent, les cultivateurs de Buigny ne mettent, dans l'exécution de ces ordres, ni bonne volonté, ni empressement. Cette réticence vaut à la commune de Buigny-lès-Gamaches un vif rappel à l'ordre de la municipalité de Gamaches, le 28 germinal an III, considérant ce manque d'approvisionnement lié à «l'égoïsme des cultivateurs de Bugni ». C'est pourquoi le lendemain, à 5 heures du matin, quatre divisions de la garde nationale de Gamaches, soit 48 hommes commandés par 4 officiers municipaux, restent en garnison chez le maire, les officiers municipaux et les cultivateurs réticents de Buigny, jusqu'à ce qu'ils aient fourni le blé réquisitionné, arriérés compris. De plus, la municipalité gamachoise prévient celle de Buigny-lès-Gamaches que « les membres composant cette force armée seront nourris et hébergés et paiés à chacun 25 sols par jour qui leur seront paié avant leur départ ».
Le 13 vendémiaire an III, l'agent principal pour la fabrication des salpêtres du district d'Abbeville lance un appel aux communes pour qu'elles fournissent la poudre nécessaire aux armées républicaines.
Le 16 vendémiaire suivant, le citoyen bistier Modeste Devillepoix est nommé chef de l'atelier de fabrication du salpêtre de la commune de Buigny-lès-Gamaches.
Le 28 vendémiaire, il demande à la communauté du village de lui fournir « 6 bacquets pour lessiver les terres salpêtrées, 2 bacquets pour renvoier les eaux et 2 sceaux ».
Le 19 bruimaire suivant, tous les citoyens de la commune âgés de 12 à 60 ans sont réquisitionnés  pour cueillir chacun « 3 bottes de poix de 30 livres », et les « porter dans une pièce de terre de 8 journaux occupée par Pierre Devillepoix tenant au plan du citoyen maire du lieu » (La terre nitreuse et les cendres de certains végétaux servaient à la fabrication du salpêtre).

### La garde  communale
Un document de Nivôse an IV (le seul sur la garde nationale du village) réorganise la garde nationale de Buigny-lès-Gamaches à la suite de l'arrêté départemental du 28 frimaire an IV :
Capitaine : Nicolas Prévost
Lieutenant : Jacques François Hermine
Sous-lieutenant : François Stoup
Sergent-major : Pierre Louis Lottin
Sergents : Pierre Lecat, Sulpice Stoup, Victorice Delamare, Vincent Horville
Caporaux : Pierre Turpin, Pierre Louis Horville, J.B Delattre, Jacques Hermine, Laurent Chivot, Laurent Rimbaut, Dominique Prévost, Louis Roy.

### Anecdotes
Une photo de l'école de Buigny-lès-Gamaches, prise dans les alentours de 1910, apparait dans tous les livres d'histoire. Sur cette photo vous pouvez lire la phrase suivante : 
« Le peuple qui a les meilleures écoles est le premier peuple, s'il ne l'est pas aujourd'hui il le sera demain » Jules Simon.
lien vers la photo : 

## Politique et administration
| Période                                  | Période                   | Identité                | Étiquette | Qualité                                            |
| ---------------------------------------- | ------------------------- | ----------------------- | --------- | -------------------------------------------------- |
| 1792                                     | 1808                      | Pierre Testu            |           | Adrien Cahon, Angély Prévost, officiers municipaux |
| 1808                                     | 1810                      | Modeste Devillepoix     |           |                                                    |
| 1810                                     | 1815                      | François Devillepoix    |           |                                                    |
| 1815                                     | 1832                      | Pierre-Louis Holleville |           |                                                    |
| 1832                                     | 1848                      | François Devillepoix    |           |                                                    |
| 1848                                     | 1855                      | Alexandre Devillepoix   |           |                                                    |
| en cours en 1858                         |                           | Dufrien                 |           |                                                    |
| en cours 1865                            |                           | Dufrien                 |           |                                                    |
| 1876                                     | 1878                      | Théophile Dufrien       |           |                                                    |
| 1879                                     | 1887                      | Chrysostome Devillepois |           |                                                    |
| 1893                                     | 1929                      | Pierre Devillepoix      |           |                                                    |
| 1929                                     | 1935                      | Julien Cahon            |           |                                                    |
| 1935                                     | 1944                      | Maurice Grandsire       |           |                                                    |
| 1945                                     | 1948                      | Raymond Bardoux         |           |                                                    |
| 1948                                     | 1953                      | Jean Devillepoix        |           |                                                    |
| 1953                                     | 1965                      | Louis Dehedin           |           |                                                    |
| 1965                                     | 1971                      | Jean Devillepoix        |           |                                                    |
| 1971                                     | 1977                      | Raymond Bardoux         |           |                                                    |
| Les données manquantes sont à compléter. |                           |                         |           |                                                    |
| 1977                                     | 2001                      | Pierre Cahon            |           |                                                    |
| 2001                                     | 2008                      | Jacques Berthe          |           |                                                    |
| 2008                                     | avril 2014                | Dany Cahon              |           |                                                    |
| avril 2014                               | En cours (au 25 mai 2020) | Jérémy Moreau           | DVD       | Réélu pour le mandat 2020-2026                     |

## Population et société

### Démographie
L'évolution du nombre d'habitants est connue à travers les recensements de la population effectués dans la commune depuis 1793. Pour les communes de moins de 10 000 habitants, une enquête de recensement portant sur toute la population est réalisée tous les cinq ans, les populations de référence des années intermédiaires étant quant à elles estimées par interpolation ou extrapolation. Pour la commune, le premier recensement exhaustif entrant dans le cadre du nouveau dispositif a été réalisé en 2004.

En 2022, la commune comptait 392 habitants, en évolution de −6,89 % par rapport à 2016 (Somme : −1,26 %, France hors Mayotte : +2,11 %).
| 1793 | 1800 | 1806 | 1821 | 1831 | 1836 | 1841 | 1846 | 1851 |
| ---- | ---- | ---- | ---- | ---- | ---- | ---- | ---- | ---- |
| 405  | 375  | 417  | 468  | 492  | 506  | 512  | 508  | 493  |

| 1856 | 1861 | 1866 | 1872 | 1876 | 1881 | 1886 | 1891 | 1896 |
| ---- | ---- | ---- | ---- | ---- | ---- | ---- | ---- | ---- |
| 486  | 504  | 523  | 498  | 518  | 501  | 513  | 507  | 469  |

| 1901 | 1906 | 1911 | 1921 | 1926 | 1931 | 1936 | 1946 | 1954 |
| ---- | ---- | ---- | ---- | ---- | ---- | ---- | ---- | ---- |
| 431  | 452  | 450  | 386  | 406  | 419  | 410  | 446  | 453  |

| 1962 | 1968 | 1975 | 1982 | 1990 | 1999 | 2004 | 2006 | 2009 |
| ---- | ---- | ---- | ---- | ---- | ---- | ---- | ---- | ---- |
| 462  | 461  | 471  | 428  | 440  | 403  | 400  | 405  | 390  |

| 2014 | 2019 | 2022 | - | - | - | - | - | - |
| ---- | ---- | ---- | - | - | - | - | - | - |
| 408  | 400  | 392  | - | - | - | - | - | - |

### Enseignement
La commune a géré son école d'une classe jusqu'à l'établissement du regroupement pédagogique intercommunal avec la commune voisine d'Embreville. Après sa fermeture, le village n'a plus d'école. Les enfants se rendent majoritairement à Embreville.

## Culture locale et patrimoine

### Lieux et monuments
- Notre-Dame-des-Fermes. La chapelle est construite en 1873 par les propriétaires de la ferme qui ont eu un fils après la disparition de leurs trois premiers enfants[22].
- Église Sainte-Marie-Madeleine.

## Galerie de photos

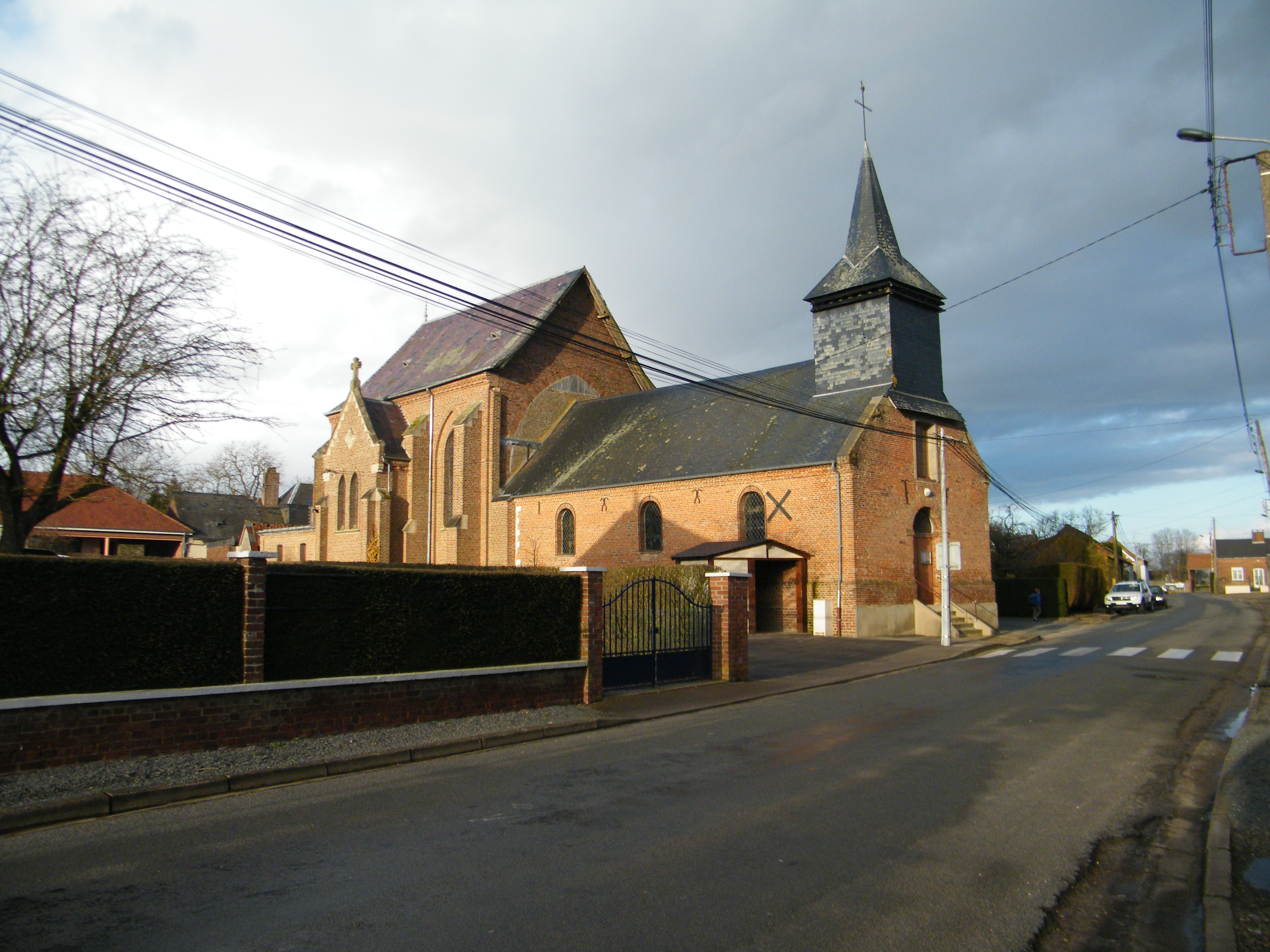
L'église Sainte-Marie-Madeleine.
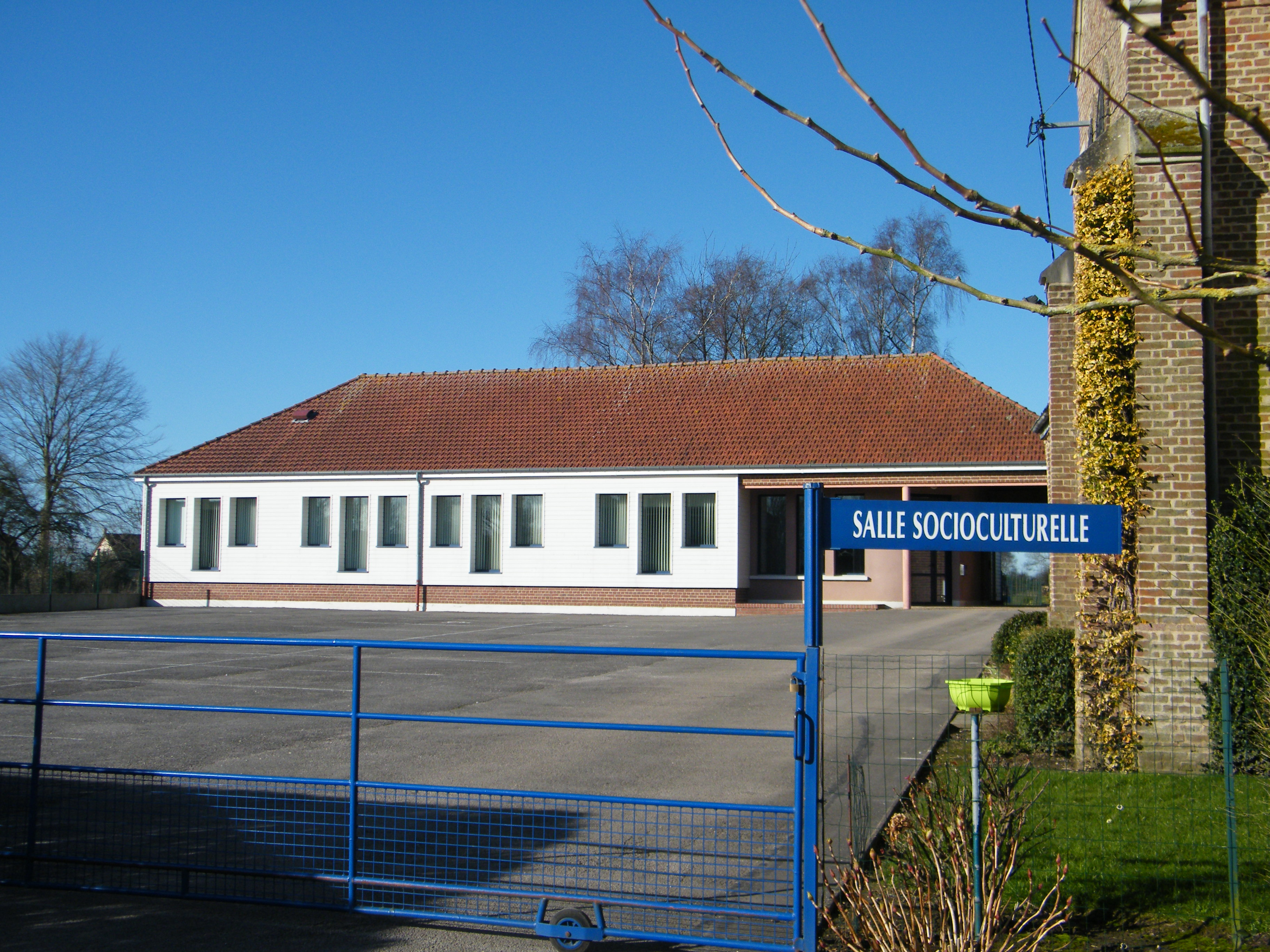
Salle communale.
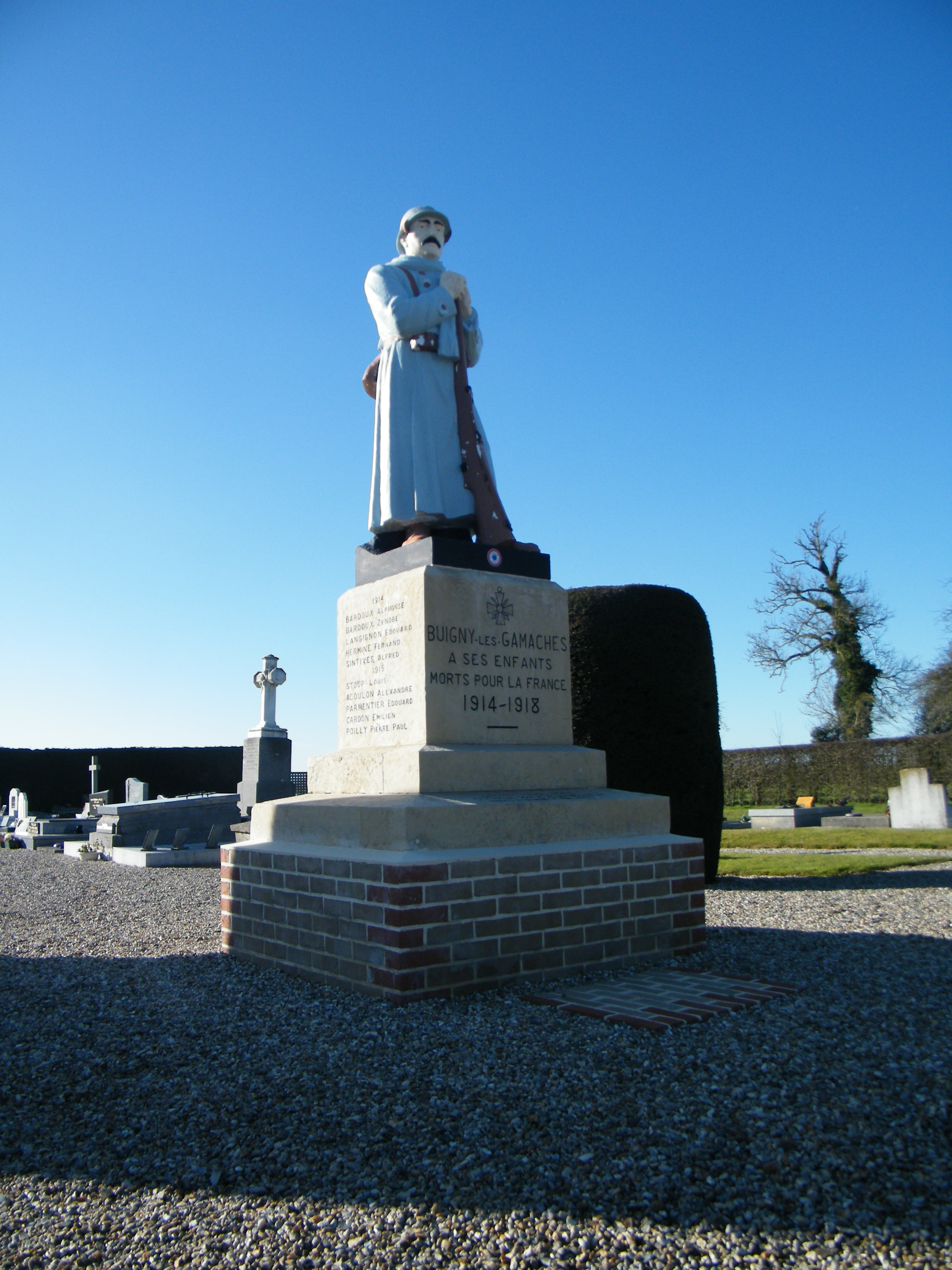
Monument aux morts.
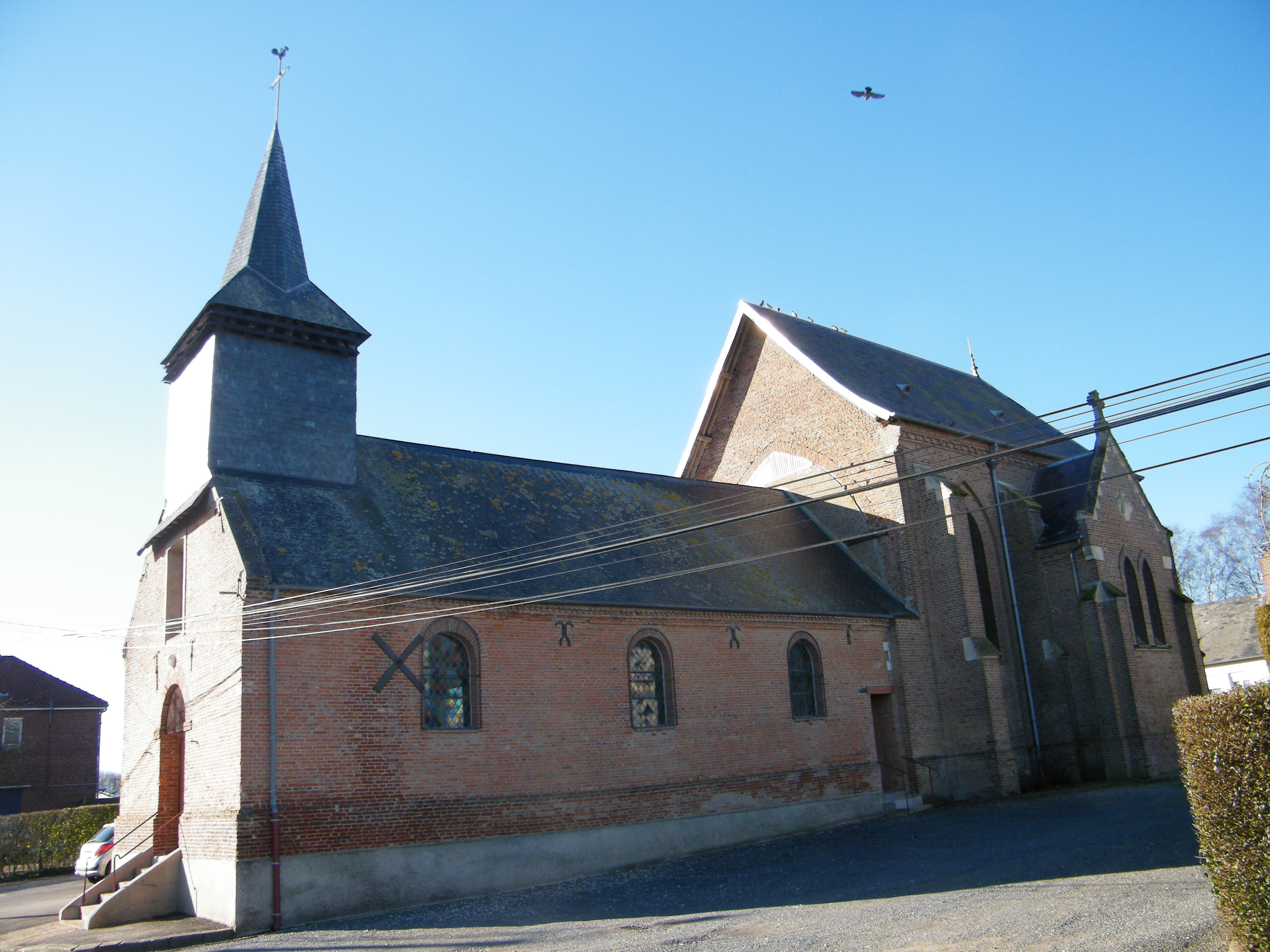
Façade nord de l'église.